# Steele City
Steele City – wieś w Stanach Zjednoczonych, w stanie Nebraska, w hrabstwie Jefferson.